# CA Fénix
Centro Atlético Fénix is een Uruguayaanse voetbalclub uit de hoofdstad Montevideo. De thuiswedstrijden worden gespeeld in het Estadio Parque Capurro, dat plaats biedt aan 10.000 toeschouwers. De clubkleuren zijn violet-wit. Hun aartsrivaal is Racing Club de Montevideo.
CA Fénix werd op 7 juli 1916 opgericht en werd vernoemd naar de Feniks, een mythologisch dier dat in staat was steeds weer opnieuw uit zijn eigen as herboren te worden.

## Erelijst
Nationaal
- Segunda División
  - Winnaar: (7) 1956, 1959, 1973, 1977, 1985, 2007, 2009
- Tercera División Uruguay
  - Winnaar: (3) 1942, 1949, 1991

## Bekende (oud-)spelers
- Eduardo Acevedo
- Osvaldo Canobbio
- Fabián Estoyanoff
- Marcelo Otero
- Oscar Tabárez

## Trainers
- Juan Ramón Carrasco (2002)
- Manuel Keosseian (2008)
- Ruben López (2009-2010)
- Rosario Martínez (2010-)

Boston River · 
Cerro ·  
Cerro Largo ·  
Danubio · 
Defensor Sporting ·
Deportivo Maldonado ·
Fénix ·
La Luz · 
Liverpool · 
Montevideo City Torque ·
Montevideo Wanderers ·
Nacional · 
Peñarol · 
Plaza Colonia · 
River Plate